# Aeródromo de Hato Grande
El aeródromo de Hato Grande (OACI: MNHG) es un aeródromo público nicaragüense que sirve al pueblo de Hato Grande y La Garita en el departamento de Chontales, Nicaragua.
El aeródromo se encuentra al lado de la ruta 37 al sur del pueblo y a 14 kilómetros al suroeste de la ciudad de Juigalpa.

## Información técnica
La pista de aterrizaje del aeródromo es de tierra y mide 800 metros. Desde la pista de aterrizaje, el terreno están en inclinación en las direcciones norte a noroeste.
El VOR-DME de Managua (Ident: MGA) está localizado a 81 kilómetros al oeste del aeródromo.